# Maihuenia
A Maihuenia a kaktuszfélék (Cactaceae) családjába tartozó nemzetség, a Maihuenioideae alcsalád egyetlen nemzetsége. Mindössze két faj tartozik ide, a Maihuenia patagonica és a Maihuenia poeppigii. A chilei és argentínai Andok magashegységi környezetében élnek.